# Бое
Бое́ (кит. упр. 博野, пиньинь Bóyě) — уезд городского округа Баодин провинции Хэбэй (КНР).

## История
Во времена империи Западная Хань был создан уезд Лиу (蠡吾县). При империи Восточная Хань император Хуань-ди в 146 году посмертно даровал своему отцу, который был Лиуским хоу, императорский титул, построил его поминальный храм, и выделил эту часть владения в отдельный уезд Болин (博陵县). При империи Северная Ци оставшаяся часть Лиу была присоединена к Болину (правление уезда тогда размещалось на территории современного уезда Лисянь).
После монгольского завоевания чжурчжэньской империи Цзинь уезд Болин в 1266 году был разделён: его восточная часть (современный уезд Лисянь) вошла в состав области Личжоу (蠡州), а западная часть — в состав уезда Пуян (蒲阴县). В 1294 году восточная часть уезда Пуян была выделена в уезд Бое. При империи Мин в 1374 году уезд был подчинён Баодинской управе (保定府). После Синьхайской революции управы были упразднены, и уезд стал подчиняться непосредственно провинции.
В августе 1949 года был создан Специальный район Динсянь (定县专区), и уезд вошёл в его состав. В 1954 году уезд Бое был передан в состав Специального района Баодин (保定专区). В 1958 году уезд Бое был присоединён к уезду Аньго, но в 1962 году воссоздан вновь. В 1968 году Баодинский специальный район был переименован в Округ Баодин (保定地区). Постановлением Госсовета КНР от 23 декабря 1994 года округ Баодин и город Баодин были расформированы, а на их территории был образован Городской округ Баодин, в состав которого вошёл и уезд Бое.

## Административное деление
Уезд Бое делится на 4 посёлка и 3 волости.

## Известные уроженцы
- Янь Юань (кит. 顏元; 1635—1704) — китайский философ и ученый.